# Grotte de Téthys
Pour les articles homonymes, voir Téthys.

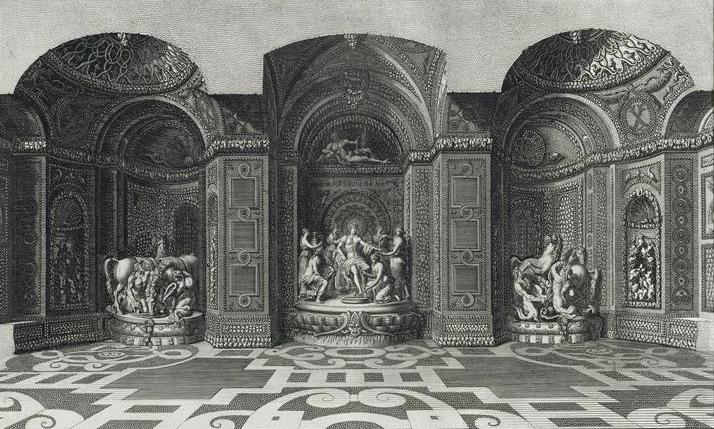
Intérieur de la grotte de Téthys.

La grotte de Téthys (en l'honneur de la titanide Téthys, sœur et épouse d'Océan) est une grotte artificielle construite sous le règne de Louis XIV dans les jardins du château de Versailles. Édifiée en 1666 sur le côté nord du château de Versailles, elle était ornée de trois importants groupes sculptés en marbre représentant Apollon baigné par les nymphes et les chevaux du char du Soleil. Cette grotte était un élément principal des jardins royaux en raison de la symbolique transmise (le monarque étant identifié au dieu solaire Apollon) et du rôle technique que jouait ce bâtiment dans la gestion des eaux de Versailles. Détruite en 1684, les groupes sculptés qu'elle contenait en sont le seul souvenir subsistant.

## Mythologie
Téthys est une déesse marine de la mythologie grecque. Elle est la benjamine des Titanides, fille d’Ouranos (le Ciel) et de Gaïa (la Terre), sœur et épouse d’Océan. Elle personnifie la fécondité marine et chaque soir, elle reçoit le Soleil qui vient se coucher au terme de son voyage céleste.

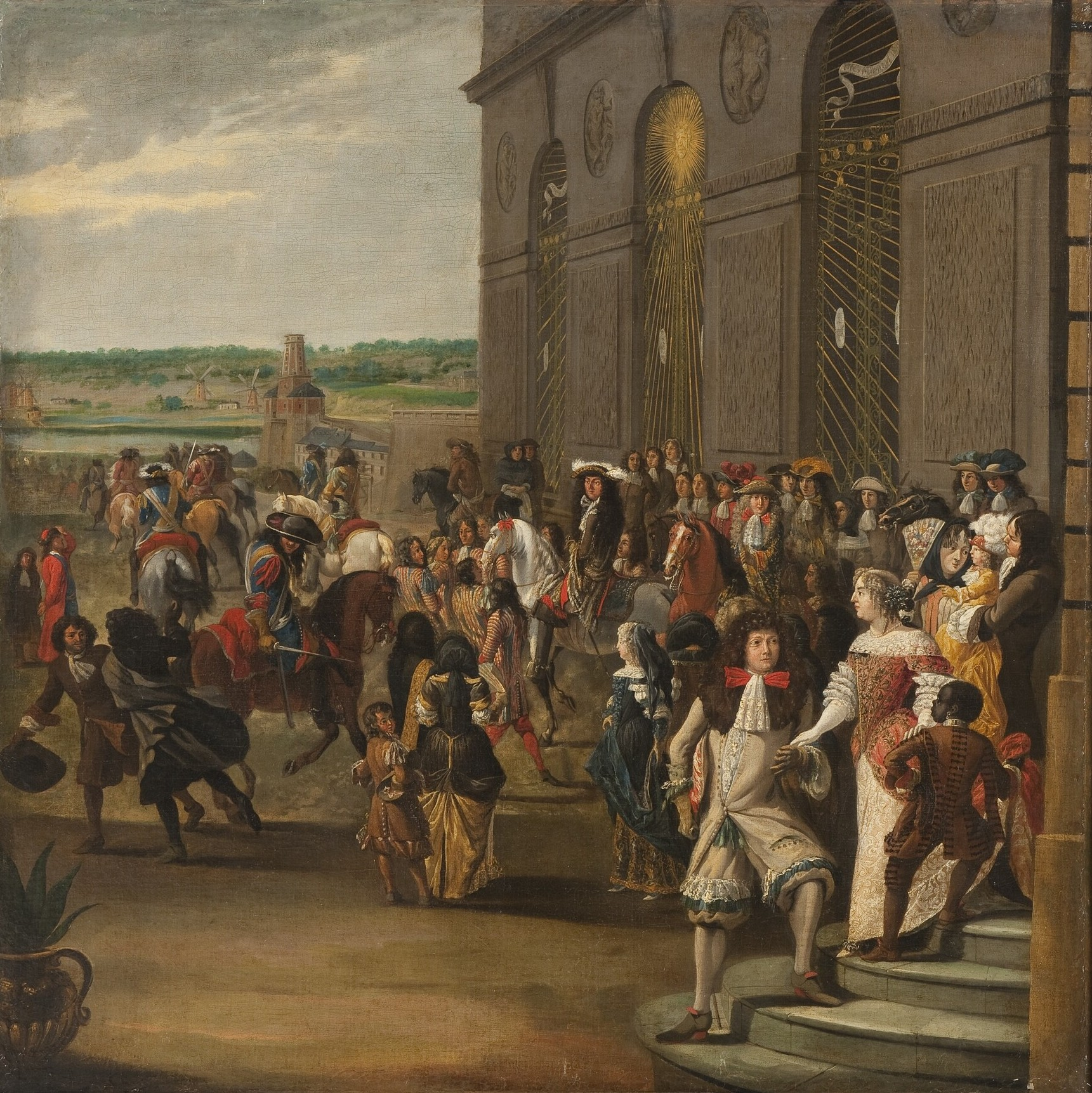
Louis XIV à cheval devant la grotte, suivi par Monseigneur et une partie de la cour dans les années 1670.

Il ne faut pas confondre cette déesse avec sa petite-fille, la nymphe Thétis, néréide, fille de Nérée et de Doris, mère d’Achille.

## Historique
En 1666, trois groupes sculptés sont commandés pour prendre place dans la partie inférieure d’un château d’eau, aménagé à partir de l’année précédente en grotte artificielle. La grotte de Téthys, asile du dieu en quête de repos, était située à l’est, près de la demeure du Roi. Le bâtiment, probablement conçu par l’architecte le Vau, se présentait comme une sorte de loggia ouvrant par trois arcades sur les jardins. 

« D’après les mémoires de Charles Perrault, ce dernier et son frère Claude, ainsi que le Brun, furent chargés de définir le programme de la grotte, établi à partir d’un court passage des Métamorphoses d’Ovide. Il s’agissait d’illustrer, au terme de sa course diurne, le repos d’Apollon dans la grotte marine de la déesse Téthys.
La grotte de Téthys s’inscrivait dans un dispositif général d’écriture des jardins, où le thème solaire était appelé à scander notamment l’axe principal, avec les bassins d’Apollon et de Latone, entrepris à partir de 1668 »

## La Grotte
La grotte était un bâtiment isolé situé au nord du château.
Reprenant le thème solaire, la grille principale de la grotte était ornée d’un soleil dont les rayons se prolongeaient sur les deux grilles latérales. Sept reliefs, sculptés en 1666 par Gérard van Opstal, étaient disposés à l’attique et aux écoinçons des arcades et représentaient Apollon sur son char au centre, des Tritons et des Néréides, ainsi que des amours marins au-dessus des arcades latérales et aux écoinçons du registre inférieur. « Ils illustraient la descente du char d’Apollon sur la mer et annonçaient l’accueil du dieu au terme de sa course diurne par les tritons et les sirènes ». L’intérieur, décoré avec des motifs en coquillage afin de créer une grotte marine, comprenait un ensemble de statues, décrit plus loin. À l'origine, les groupes sculptés étaient situés dans trois niches et entourés par des fontaines et jeux d'eaux de François Francine.
Techniquement, la grotte de Téthys jouait un rôle crucial dans le système hydraulique qui fournissait l’eau aux jardins. Le toit de la grotte soutenait un réservoir qui gardait l’eau pompée de l'étang de Clagny (aujourd'hui comblé, situé alors au nord de la rue des Réservoirs à Versailles) afin d’alimenter par gravité les fontaines dans les jardins.
Ce lieu de perfection de l’art français fut chanté et célébré par Quinault et Lully dès 1668, La Fontaine  et Madeleine de Scudéry en 1669. Il fut longuement décrit par Félibien en 1672, qui y voyait un « lieu où l’art travaille seul et que la nature semble avoir abandonné », et gravé dans tous ses détails par Lepautre, Chauveau, Picard, Baudet et Edelinck de 1672 à 1678.

## Les groupes sculptés

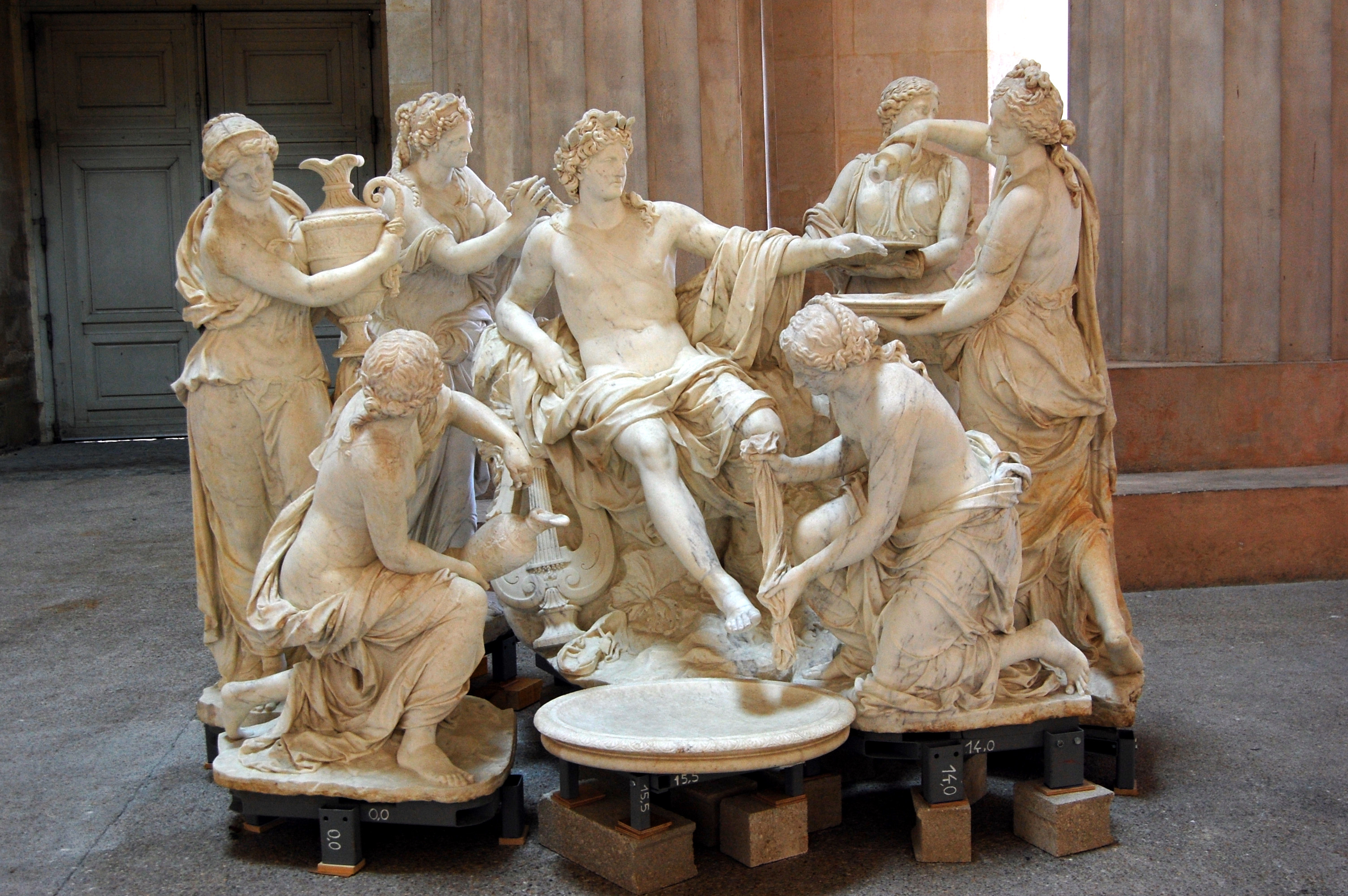
Apollon servi par les nymphes dans la configuration de la grotte de Téthys. Cette sculpture originale est à présent conservée en réserve.

C’est dans trois niches situées à l’intérieur de la grotte que les groupes sculptés prirent place : celui d’Apollon au centre, les deux groupes de chevaux sur les côtés.
En 1666, Girardon et Regnaudin furent rétribués pour la réalisation du groupe d’Apollon servi par les nymphes, ensemble formé de sept statues et premier chef d’œuvre sculpté en marbre, et sans doute le plus important, pour Versailles. La figure centrale de la composition était librement inspirée de l’Apollon du Belvédère et évoquait aussi celle du Roi ; ainsi les deux artistes français réalisaient un « véritable manifeste de la sculpture moderne, digne de rivaliser avec les deux seuls groupes antiques de grande envergure alors connus, le Taureau Farnèse et les Niobides Médicis ». Cet ensemble fut achevé en 1675.
Deux groupes latéraux représentant les Chevaux du Soleil furent réalisés, l’un par Gilles Guérin, le second par les frères Marsy qui remplacèrent Thibault Poissant dès décembre 1667. Jean-Baptiste Tuby conçut, quant à lui, deux statues de la néréide Galatée et du berger Acis, qui furent disposées dans la partie antérieure de la grotte.

## Destruction de la grotte et déplacement des groupes

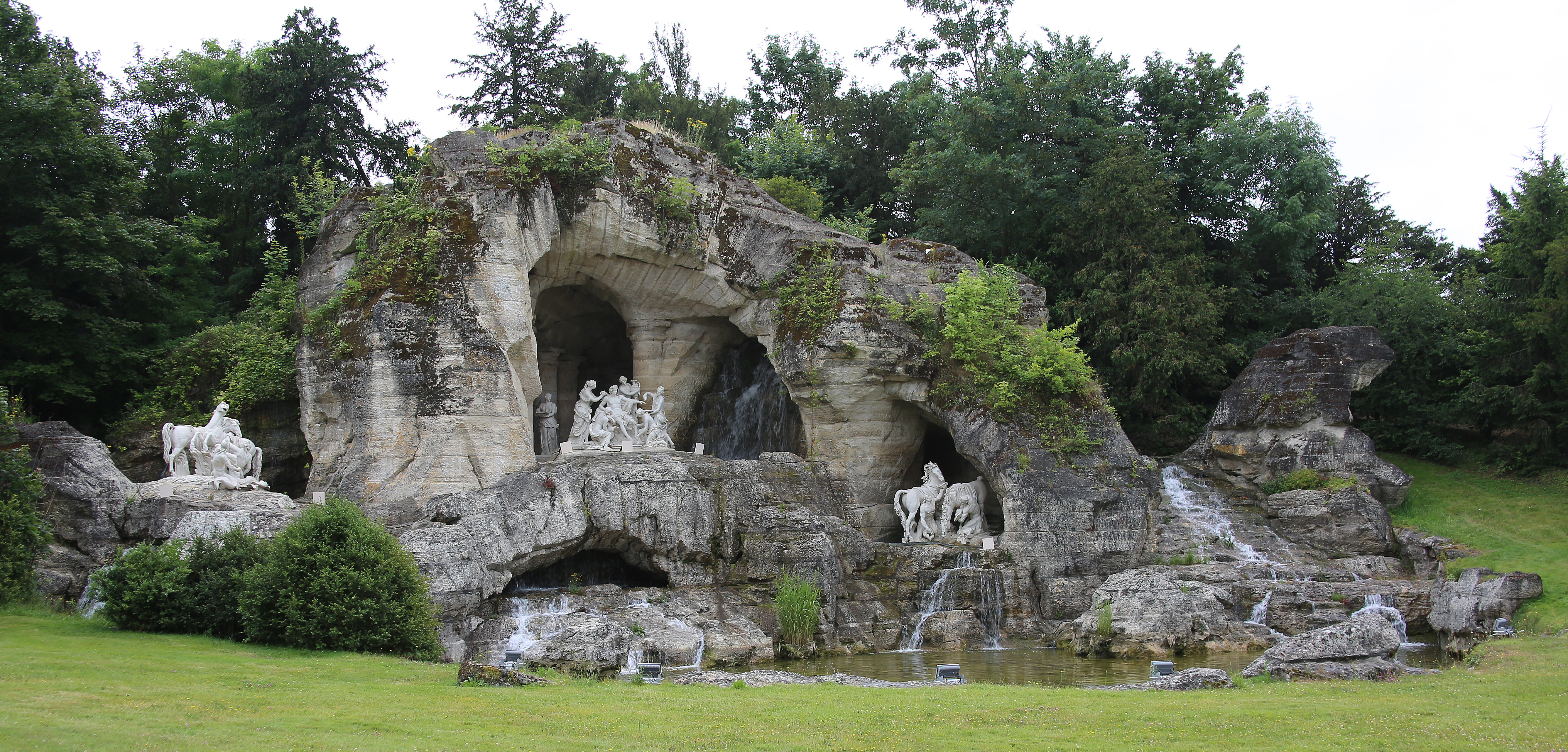
État actuel (2014) de la composition d'Hubert Robert (1781).

La construction de l’aile du Nord, entreprise en 1684, engendra la destruction de la grotte de Téthys ; les sculptures furent alors dispersées. Les groupes furent installés au Bosquet de la Renommée, qui prit le nom de Bosquet des Bains d’Apollon. En 1704, les trois groupes furent transférés pour former l’ornement d’un deuxième Bosquet des Bains d’Apollon, qui occupait l’angle nord-est du bosquet actuel. Pour protéger les œuvres, de frêles baldaquins de fer garnis d’ornements de plomb doré furent achevés en 1705. En 1781, ils furent disposés dans les cavités d’un important rocher, composition pré-romantique aménagée par Hubert Robert, mettant en scène le conflit entre l’art et la nature.